# 楚留香新傳之新月傳奇
參數所指定的目標頁面不存在，建議更正成存在頁面或直接建立下列一個頁面（建立前請先搜尋是否有合適的存在頁面可以取代）：
- 楚留香新傳之新月傳奇 (電視劇)

《楚留香新傳之新月傳奇》，天地圖書出版社版本，1999年出版

《楚留香新傳之新月傳奇》是古龍於1978年撰寫的楚留香系列小說第七部、新傳第四部，在香港《武俠世界》連載時的標題則是「玉劍傳奇」。

## 內容大綱
神州沿海長期遭受賊寇騷亂，朝廷請了江湖中威名盛大的玉劍山莊協助清除賊寇，但清除了沿海的賊寇卻造就了海盜史天王的海上霸業，因此朝廷不得不討好史天王，便下令將玉劍山莊負責人杜先生的女兒——玉劍公主嫁予史天王作為休兵條件。
然而這個舉動，卻引起多方勢力的注目與殺機...

## 登場角色

### 主要角色
- 楚留香：別號「楚香帥」、「盜帥楚留香」，好朋友胡鐵花及張三則是叫他「老臭蟲」。本系列故事的主角，輕功在江湖上無幾人能比。常偷取不義之財分送給需要的窮人，是個俠盜。喜愛女人、酒以及打抱不平。號稱一生從未敗過。
- 胡鐵花：別號「花蝴蝶」。楚留香最要好的朋友。跟楚留香一樣喜愛女人、酒及打抱不平。表面上看似莽漢其實很聰明，對女人很沒法子。

### 玉劍山莊相關
- 新月：封號「玉劍公主」。本姓焦，父親是焦林，母親是杜先生。胸部上有一塊新月的胎記，穿過的衣物很少再穿第二遍。為了社稷和平被下令嫁給史天王。
- 杜先生：新月的母親，玉劍山莊的負責人，朝廷對其很信任。為了社稷和平不惜犧牲女兒。
- 老熊：新月的貼身奴僕，是個啞吧。
- 香兒：專門負責新月洗澡時事務的奴僕。

### 東瀛忍者相關
- 石田齋彥左衛門：東瀛忍者大老。枯瘦矮小，行為溫和有禮。因史天王搶走他的姬妾霞姬對其懷恨在心。
- 櫻子：東瀛忍者，身材姣好。是石田齋彥左衛門的部下。
- 伊次：東瀛忍者，號稱伊賀第一，綽號「春雷」。是石田齋彥左衛門的部下。

### 史天王相關
- 史天王：別號「天正大帥」。號稱縱橫七海，是個有名的梟雄，武功極強，而平時裝扮與一般漁夫無異。也因仇家多，為了保護自己找了六名與自己幾乎一模一樣的人一同行動。
- 白雲生：史天王的乾兒子，劍法之強並不在薛衣人之下。行為溫和有禮。
- 豹姬：即霞姬，是位身材高大的女性。怕新月嫁過來後會搶了她的寵，極想除掉新月。

### 其他角色
- 焦林：新月的父親，是名殺手。對他人有很大的不信任感。除了賺錢活口外，剩下的生活目的就是要找出他的女兒。
- 花姑媽：胡鐵花的親戚，很疼愛胡鐵花。二哥是玉劍山莊的總管。
- 薛穿心：別號「銀箭公子」。身穿銀白色的夜行衣，喜愛拈花惹草及殺人，但做事卻很有原則。
- 黑竹竿：江湖中知名的殺手，要價十萬兩。沒有右眼及右手。
- 黃病夫：江湖中知名的殺手，要價三萬兩。
- 何玉林：常勝鏢局的鏢師，是楚留香的朋友。
- 李盾：江湖中知名的俠士。寬肩厚胸，面色赤紅，橫練功夫有相當的水準。
- 金震甲：閩南武林中家世最顯赫的金家之二公子。大哥是金震天。
- 胡開樹：江湖中知名的俠士。是個會出賣朋友的卑鄙小人。
- 司徒平：江湖中知名的俠士。號稱後起一代劍客中的第一，為人大膽。

## 外部連結
- 博客來網路書店-楚留香新傳之新月傳奇簡介